# Sân bay Pibor
Sân bay Pibor (ICAO: HSPI) là một sân bay ở Pibor, Nam Sudan.